# عزلة الدعيس (تعز)

تعديل مصدري - تعديل

عزلة الدعيس هي إحدى عزل مديرية التعزية في محافظة تعز اليمنية، بلغ تعداد سكانها 8957 نسمة بحسب التعداد السكاني في اليمن لعام 2004.

## روابط خارجية
- الجهاز المركزي للإحصاء بالجمهورية اليمنية
- المركز الوطني للمعلومات باليمن
- World Gazetteer:Yemen
- الدليل الشامل